# Suddendorf
Suddendorf est un quartier de la commune allemande de Schüttorf, dans l'arrondissement du Comté de Bentheim, Land de Basse-Saxe.

## Histoire
Le nom Suddendorf vient de l'ancien nom Zudendorpe, qui résulte de l'emplacement au sud de Schüttorf.
Jusqu'en 2011, Suddendorf est une municipalité indépendante de la Samtgemeinde de Schüttorf. En raison du fardeau croissant de la dette de la commune, le conseil du Suddendorf le 6 janvier 2010 et le conseil de Schüttorf le 20 janvier 2010 décident de la fusion de Suddendorf avec la ville de Schüttorf. Elle est effective le 1er novembre 2011.

## Source, notes et références
- (de) Cet article est partiellement ou en totalité issu de l’article de Wikipédia en allemand intitulé « Suddendorf » (voir la liste des auteurs).